# گریسون چنس
گریسون مایکل چنس (زادهٔ ۱۶ اوت ۱۹۹۷) خواننده، ترانه‌سرا و پیانیست اهل ویچیتا فالز در ایالت تگزاس آمریکاست و هم‌اکنون در اِدموند واقع در آکلاهما زندگی می‌کند. وی در خوانندگی، موسیقی‌نویسی و پیانوزنی شهرت دارد؛ کسی که در ماه آوریل سال ۲۰۱۰ میلادی با اجرای ترانه‌ای به نام پاپارازی که نخستین بار توسط لیدی گاگا اجرا شده بود شهرت یافت.

## نحوه کسب شهرت
وی کلیپی از اجرای خود را در ماه مِی ۲۰۱۰ میلادی بر روی سایت‌های اجتماعی نظیر گاسیپ بوی، فیسبوک، تویتر، یوتوب و ... به اشتراک گذاشت و دیری نپایید که تعداد بینندگان آن به بیش از 40 میلیون نفر رسید. در پی این، خبرگزاری‌هایی همچون فاکس نیوز، سی بی اس و روزنامه‌هایی همچون لس آنجلس تایمز و وال استریت جورنال به نقد و بررسی این اثر وی پرداختند و این موجب برانگیخته شدن احساسات عمومی در آمریکا نسبت به وی شد.